# La plaza del Diamante
La plaza del Diamante (título original en catalán, La plaça del Diamant) es una novela de la escritora catalana Mercè Rodoreda sobre la vida cotidiana durante los años de la Segunda República, la guerra civil española y la posguerra. Publicada por primera vez en 1962, ha sido traducida a más de cuarenta idiomas y es considerada una de las obras maestras de la literatura catalana.

## La obra
Con la llegada de la República y después la Guerra Civil como telón de fondo, la novela narra la historia de Natàlia, apodada "Colometa", una joven como tantas otras de su época, que debe vivir un período especialmente cruel de la historia, y aceptar sin quejarse todo aquello que la vida y su marido le imponen. Poco a poco, Natàlia irá viendo morir a sus seres queridos, pasará hambre, y se enfrentará a todo tipo de dificultades para tratar de sacar adelante a sus hijos, y eso producirá en ella un cambio de carácter, y una posterior recuperación de su identidad perdida. 
Valiéndose de la técnica del monólogo interior, Mercè Rodoreda consigue transmitir al lector los sentimientos más profundos de la protagonista a través de una mirada inocente, sensible y sincera. A lo largo del texto (plagado de símbolos y metáforas visuales) el lector consigue descubrir la resignación, el crecimiento y la lucha de una mujer frente a la realidad trágica que le ha tocado vivir, así como ser testigo de los convencionalismos de una época que dejaba a la mujer apartada y en un segundo plano. Para ello, Rodoreda se sirve de una narración principalmente cronológica y de un estilo sencillo e intimista.  
La novela esta enmarcada en el contexto histórico de la Barcelona de la Segunda República Española, la Guerra Civil y la postguerra. En este marco es donde transcurren los acontecimientos de la novela.[cita requerida]

## Adaptaciones
La plaza del Diamante fue llevada al cine en 1982 por el director Francesc Betriu, pero con el metraje sobrante se utilizó para alargarlo y se realizó una serie de televisión de 4 episodios de una hora de duración. Sílvia Munt interpretó el personaje de Natalia, "Colometa", mientras que Lluís Homar interpretó a Quimet, primer marido de la protagonista.
La obra fue adaptada al teatro en forma de monólogo en 2014, con Lolita Flores en el papel de "Colometa", y Joan Ollé al cargo de la dirección.

## Traducciones
La novela se ha traducido a numerosos idiomas, entre los que se encuentran los siguientes:
Al español:
- La plaza del Diamante. Traducción de Enrique Sordo. Barcelona: Edhasa, 1965.
- La plaza del Diamante. Edición ilustrada. Traducción de Enrique Sordo. Presentación de Mercè Rodoreda (traducción de Secundí Suñé) y prólogo de Joan Sales (traducción de Joaquim Dols). Barcelona: HMB, 1982.
- La plaza del Diamante. Traducción de Sergio Fernández Martínez. Barcelona: Edhasa, 2021.

Al inglés:
- The Pigeon Girl. Traducción de Eda O'Shiel. Londres: André Deutsch, 1967.
- The Time Of The Doves. Traducción de David Rosenthal. Nova York: Taplinger Publishing Company, 1980.
- In Diamond Square. Traducción de Peter Bush. Londres: Virago Press Ltd, 2013.

Al italiano:
- La piazza del Diamante. Traducción de Giuseppe Cintioli. Milán: Arnoldo Mondadori, 1970.
- La piazza del Diamante. Traducción de Anna Maria Saludes i Amat. Torino: Bollati Boringhieri, 1990.
- La piazza del Diamante. Traducción de Giussepe Tavani. Roma: La Nuova Frontiera, 2008.

Al francés:
- La Place du Diamant. Traducción de Bernard Lesfargues, con la colaboración de Pierre Verdaguer. París: Gallimard, 1971.

Al alemán:
- Auf der Plaça del Diamant. Traducción de Hans Weiss. Suhrkamp Verlag, Frankfurt am Main, 1979.

Al ruso:
- Площадь Диамант. Traducción de Nina Vladimirovna Braginskaya. Moscú: Khudójestvennaia literatura, 1982.

Al islandés:
- Demantstorgið. Traducción de Guðbergur Bergsson. Reikiavik: Forlagið, 1987.

Al portugués:
- A Praça do Diamante. Traducción de Mercedes Balsemão. Lisboa: Dom Quixote, 1988.
- A Praça do Diamante. Traducción de Luis Reyes Gil. São Paulo: Planeta, 2003.

Al vasco:
- Diamantearen Plaza. Traducción de Maite González Esnal. San Sebastián: Elkar, 1994.

Al gallego:
- A Praza do Diamante. Traducción de Pilar Vilaboi Freire. Santiago de Compostela: Edicións Positivas, 1995.

Al neerlandés
- Colometa. Traducción de Adri Boon desde el español. Ámsterdam: J.M. Meulenhoff, 2007.

Al sardo:
- Sa pratza de su Diamante. Traducción de Giagu Ledda. Nuoro: Papiros, 2008.

Al occitano:
- Era plaça deth Diamant. Traducción de Manuela Ané. Lleida: Pagès Editors, 2009.

Al hindi:
- Heera Chowk. Traducción de Sameer Rawal, 2005.

Al griego:
- Η πλατεία των διαμαντιών. Traducción de Ntina Sideri. Atenes: Dorikos, 1987.
- Πλατεία Διαμαντιού. Traducción de Evriviadis Sofós. Atenes: Kastanioti, 2019.

Al finés:
- Timanttiaukio. Traducción de Jyrki Lappi-Seppälä. Helsinki: Otava, 1988.

Al polaco:
- Diamentowy plac. Traducción de Zofia Chadzynska. Varsòvia: Czytelnik, 1970.

Al húngaro:
- A Diamant tér. Traducción de Judit Tomcsányi. Budapest: Európa, 1978.

Al lituano:
- Moteris tarp balandziu. Traducción de Biruté Ciplijauskaité. Vilnius: Charibdé, 2002.

Al noruego:
- Diamantplassen. Traducción de Kjell Risvik. Oslo: Gyldendal, 1984.

Al japonés:
- ダイヤモンド広場. Traducció de Yoshimi Asahina. Tokio: Shōbunsha, 1974.
- ダイヤモンド広場. Traducció de Ko Tazawa|Kō Tazawa. Tokio: Iwanami Shoten, 2019.

Al chino:
- 钻石广场. Traducción de Wu Shoulin. Beijing: Renmin Wenxue Chubanshe. 1991.

Al Hebreo:
- כיכר היהלום. Kikar Hayaalom. Traducción de Rami Saari, Carmel, Tel Aviv, 2007.